# La Botjosa
La Botjosa es una entidad de población española del municipio de Sallent, perteneciente a la provincia de Barcelona, en la comunidad autónoma de Cataluña.

## Demografía
En 2023, la entidad singular de población de La Botjosa tenía empadronados 115 habitantes, 112 de ellos en el núcleo de población de ese nombre y 3 en diseminado.